# Abderrahmane Meziani
Pour les articles homonymes, voir Meziani.
Abderrahmane Meziani (en arabe : عبد الرحمان مزياني) est un footballeur international algérien né le 12 mai 1942 à Alger et mort le 2 juin 2016.
Il évolue au poste d'attaquant durant sa carrière entre 1960 et 1976, qu'il passe en grande majorité à l'USM Alger. Surnommé « Mezmez » par les supporters du club, il fut l'attaquant vedette de son équipe pendant les années 1960.
Il compte sept sélections en équipe nationale entre 1963 et 1970.

## Biographie
Né à Alger le 12 mai 1942, Abderrahmane Meziani commence sa carrière au MC Alger en 1955 en catégorie minime, il passe ensuite par l'ASPTT Alger avant d'atterrir à l'AS Saint-Eugène, club phare de l'algérois durant l'époque coloniale. Après l'indépendance de l'Algérie en 1962, alors âgé de 20 ans, Meziani signe à l'USM Alger pour y passer le restant de sa carrière.
Le 6 janvier 1963, il est sélectionné pour la première fois en Équipe d'Algérie pour un match amical contre la Bulgarie. Il inscrit un but à la 80e minute et permet à son équipe de sortir victorieuse de sa première rencontre officielle,.
Le 1er mai 2006, Meziani est victime d'un accident cardio-vasculaire. Le côté gauche de son corps est paralysé. Après plusieurs jours de coma, il est transféré en France afin d'y recevoir les soins nécessaires. Il se rétablit petit à petit après une longue rééducation. Cependant, il se déplace toujours en fauteuil roulant.
Abderrahmane Meziani meurt le 2 juin 2016 des suites d'une longue maladie,.

## Palmarès
Le premier titre remporté par Abderrahmane Meziani est le Championnat d'Algérie CFA 1961 avec l'AS Saint-Eugène. En rejoignant l'USM Alger à l'indépendance de l'Algérie, il ajoute une ligne à son palmarès en gagnant le Championnat d'Algérie 1962-1963. Il dispute également cinq finales de Coupe d'Algérie consécutives entre 1969 à 1973.